# 인천상정고등학교
인천상정고등학교(仁川上井高等學校)는 대한민국 인천광역시 부평구 십정동에 있는 공립 고등학교이다.

## 학교 연혁
- 2009년 2월 23일 : 인천상정고등학교 설립인가
- 2009년 3월 1일 : 초대 이관영 교장 취임
- 2009년 3월 2일 : 제1회 입학식(8학급 245명)
- 2009년 6월 5일 : 개교 기념식
- 2012년 2월 9일 : 제1회 졸업식(218명)
- 2013년 3월 1일 : 자율형 공립고 운영 시작
- 2021년 2월 4일 : 제10회 졸업식(169명) (총누계 1,958명)
- 2021년 3월 1일 : 제4대 김경아 교장 취임
- 2024년 1월 3일 : 제13회 졸업식(154명)
- 2024년 3월 4일 : 제16회 입학식(7학급 198명)

## 참고 자료
- 인천상정고등학교 - 한국교육학술정보원 학교알리미